# Карасулак
Карасулак (укр. Карасулак; устар. Карапурт) — река, впадающая в озеро Ялпуг (бассейн Дуная), протекающая по территории Болградского района Одесской области Украины. В верхнем течении называется Кайнаки.

## География
Длина — 30 или 37,5 км. Площадь бассейна — 221 км². Русло реки (отметки уреза воды) в среднем течении (южнее села Каракурт) находится на высоте 18,6 м над уровнем моря. Русло в верхнем течении и приустьевая часть пересыхает; на протяжении почти всей длины — выпрямлено в канал (канализировано), шириной 5 и глубиной 1,5-2 м. На реке создано несколько прудов. Приустьевая часть долины реки занята плавнями.
Берет начало от ручья, протекающего по балке Кайнаки, что юго-западнее села Огородное (Городное). Река течёт на юг, восток, юг. Впадает в озеро Ялпуг у села Криничное.
По загрязнению сульфатами воды реки в 2006—2014 года относятся к 7-й категории качества (очень грязная). Согласно большинству ирригационных методов оценки, вода реки непригодна для орошения и требуется перед использованием насыщения кальциевыми солями, устранение соды и разбавление с пресной водой. Общая оценка воды реки, по всем показателям (функция меры R) в период 2006—2014 года, 5-я категория.
Притоки: (от истока к устью)
- балка Задбаири пр.

Населённые пункты (от истока к устью)
- Кубей (Червоноармейское);
- Каракурт (Жовтневое);
- Криничное.

В долине реки расположены
- Жовтневый заказник (село Каракурт);
- Червоноармейский дендропарк (село Кубей).